# VideoGamer.com
VideoGamer.com（原称Pro-G）是一家位于伦敦的网站，关注于电子游戏新闻、评论、预览和视频。它由Pro-G Media Ltd.持有并运营，由大学朋友亚当·麦卡恩和汤姆·奥利在2004年11月建立。
2008年10月6日，VideoGamer.com启动高清视频服务，提供流式720p高清视频，生成这是首家提供此服务的英国游戏网站。网站定期更新电子游戏内容，大多是电子游戏评论、对比、预告片、游戏玩法剪辑，大多是内部制作。